# Scutari
Scutari ([ˈskutari]), storicamente anche Scodra (in albanese: Shkodra o Shkodër) è un comune albanese di 135 612 abitanti, capoluogo della prefettura omonima, situato nell'Albania nord-occidentale, sulle sponde del lago omonimo, vicino ai fiumi Drin, Buna e Kir, nelle vicinanze delle Alpi dinariche.
Scutari è una tra le più antiche città europee e fra le più grandi d'Albania, importante centro economico e culturale del Paese. Annoverando numerose personalità di spicco, che hanno scritto la storia della lingua e delle arti d'Albania, è considerata la culla culturale della nazione albanese, e per questo è definita anche la "Firenze dei Balcani".
Fu fondata dagli illiri nel secolo IV a.C. nelle colline attorno al Castello di Rozafa. Fin dai tempi antichi è stata crocevia di importanti vie commerciali della penisola balcanica, così per lungo tempo è stato il centro dello stato illirico. Avendo una comoda posizione economica, a Scutari si avvicendarono romani, bizantini, slavi, veneziani e turco-ottomani. Nel 1858 - sviluppandosi quasi contemporaneamente alla fotografia del mondo - è stato istituito uno studio fotografico, denominato Marubi, dove è stata stampata la prima fotografia di tutta la zona balcanica occidentale.
In seguito alla riforma amministrativa del 2015, sono stati accorpati a Scutari i comuni di Ana e Malit, Berdicë, Dajç, Gur i Zi, Postribë, Pult, Rrethinat, Shalë, Shosh e Velipojë, portando la popolazione complessiva a 135 612 abitanti (dati censimento 2011).

## Geografia fisica
Scutari è situata sul margine orientale del lago di Scutari, il più grande dei Balcani, con una superficie di 370 km².
Ad oriente del centro abitato scorre il fiume Kir che, presso il colle del castello di Rozafa, si unisce al fiume Drin. Quest'ultimo sfocia poche centinaia di metri dopo nella Boiana (buna in albanese), l'emissario del lago di Scutari. La città è circondata ad occidente e ad settentrione dalle propaggini meridionali delle Alpi Dinariche. Le vette più importanti sono il Cukal (1.722 metri), il Maranaj (1.576 metri), il Tarabosh e lo Sheldi (541 metri).
Inoltre sorge nei pressi di due valichi di confine con il Montenegro: Hani i Hotit e Muriqan. La strada per Podgorica è a soli 36 km (via Hani i Hotit), la strada per Dulcigno e il mare Adriatico a 18 (via Muriqan). Famosa la spiaggia di Velipoja sul Mar Adriatico.
Il clima è di tipo mediterraneo, con inverni solitamente freddi ed estati calde. In inverno la temperatura difficilmente scende al di sotto dei -5 C°, invece d'estate può arrivare a 40 C°.

## Storia
Scutari venne fondata attorno al V-IV secolo a.C. L'etimologia del nome dovrebbe derivare dal proto-albanese "Sco' Drinon" ([ku] Shkon Drinon), ovvero «luogo dove passa il fiume Drin».
Da scavi archeologici eseguiti al castello Rosafa, si deduce che il centro era abitato già dall'età del bronzo. Popolata dagli Illiri, nel 168 a.C. Scutari fu il teatro dello scontro finale che pose fine alla terza guerra illirica e al regno di Genzio. Colonizzata dai Romani, Scodra divenne un importante snodo stradale e commerciale della provincia dell'Illyricum. A seguito della morte dell'imperatore Teodosio il Grande e della successiva divisione in due dell'Impero romano, Scodra venne inclusa nei territori dell'Impero romano d'Oriente.
Nel VII secolo l'imperatore Eraclio cedette la città ai Serbi. Successivamente cadde nelle mani dei Bulgari e poi nuovamente dell'Impero romano d’Oriente. Nel 1042 i Bizantini vennero cacciati dal principe serbo Stefano Vojislav che fece di Scutari la sede della sua corte. Annessa al despotato d'Epiro nel 1214, la città tornò in mani serbe nel 1330, quando il re Stefano Uroš III Dečanski ne affidò il governo al figlio Stefano Dušan. Alla morte di quest'ultimo Scutari e il suo contado entrarono nell'orbita della famiglia Balšić, che dominava il vicino Principato di Zeta.

### Il dominio veneziano
Spinti dalla crescente minaccia ottomana, nel 1396 i Balšići cedettero il controllo della città ai Veneziani. Durante la dominazione di Venezia venne fortificato il castello cittadino e furono redatti gli Statuti di Scutari.
Dopo la morte di Scanderbeg e il progressivo sfaldamento della Lega di Alessio Scutari venne a trovarsi in prima linea contro l'avanzata turca in Albania. Nel 1474 un primo assedio ottomano venne respinto dai Veneziani. Tre anni dopo gli Ottomani, guidati dal sultano Maometto II in persona, cinsero nuovamente d'assedio Scutari. Dopo sette mesi di combattimenti la guarnigione veneziana fu costretta a capitolare e ad abbandonare la città.
Nel corso della dominazione ottomana, durata più di quattro secoli, Scutari divenne sede di un sangiaccato e, in virtù della sua posizione strategica, un importante centro commerciale e culturale. Nel 1867 il sangiaccato di Scutari, venne unito a quello di Üsküb ed elevato al rango di vilayet.
Durante la prima guerra balcanica Scutari venne messa sotto assedio dalle truppe montenegrine supportate da quelle serbe. Il 23 aprile 1913, dopo sette mesi d'assedio, il comandante della guarnigione ottomana Essad Pascià si arrese ai Montenegrini. Nonostante le ambizioni di conquista di quest'ultimi, a seguito dell'esito della Conferenza di Londra, Scutari venne annessa nel neoistituito Principato d'Albania.
Durante la prima guerra mondiale, con il collasso del nuovo stato albanese, Scutari venne nuovamente occupata dai Montenegrini il 27 gennaio 1915. Il 23 gennaio 1916 la città cadde nelle mani dell'esercito austroungarico e sarà presa dalle truppe dell'Intesa solamente il 30 ottobre 1918.

## Monumenti e luoghi d'interesse
Il monumento più importante è il castello situato sulla collina alle porte della città. Fu costruito nel IV secolo a.C. Il suo nome è "Rosafa", in albanese "Kalaja e Rozafes". La città di Scutari in generale presenta fasi diverse di costruzione, dal periodo illirico fino ai giorni nostri. La città vecchia è formata dai diversi quartieri intorno al castello di Rosafa, fino al nord della città, con abitazioni costruite con le rovine delle mura illiriche, romano-bizantine e veneziane e con abitazioni storiche del periodo ottomano.

### Castello di Rozafa

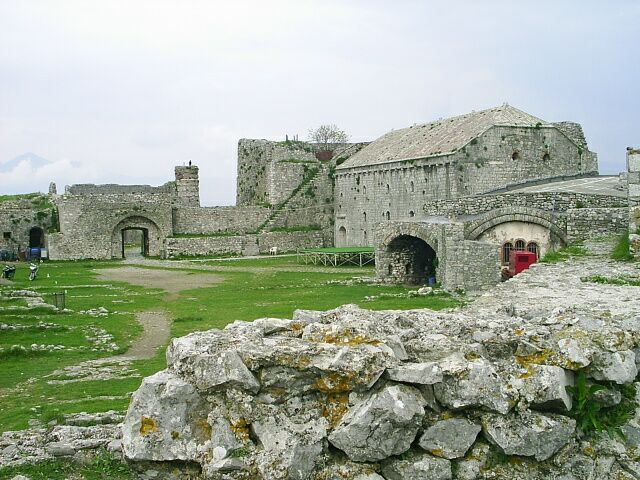
Strutture veneziane all'interno del castello

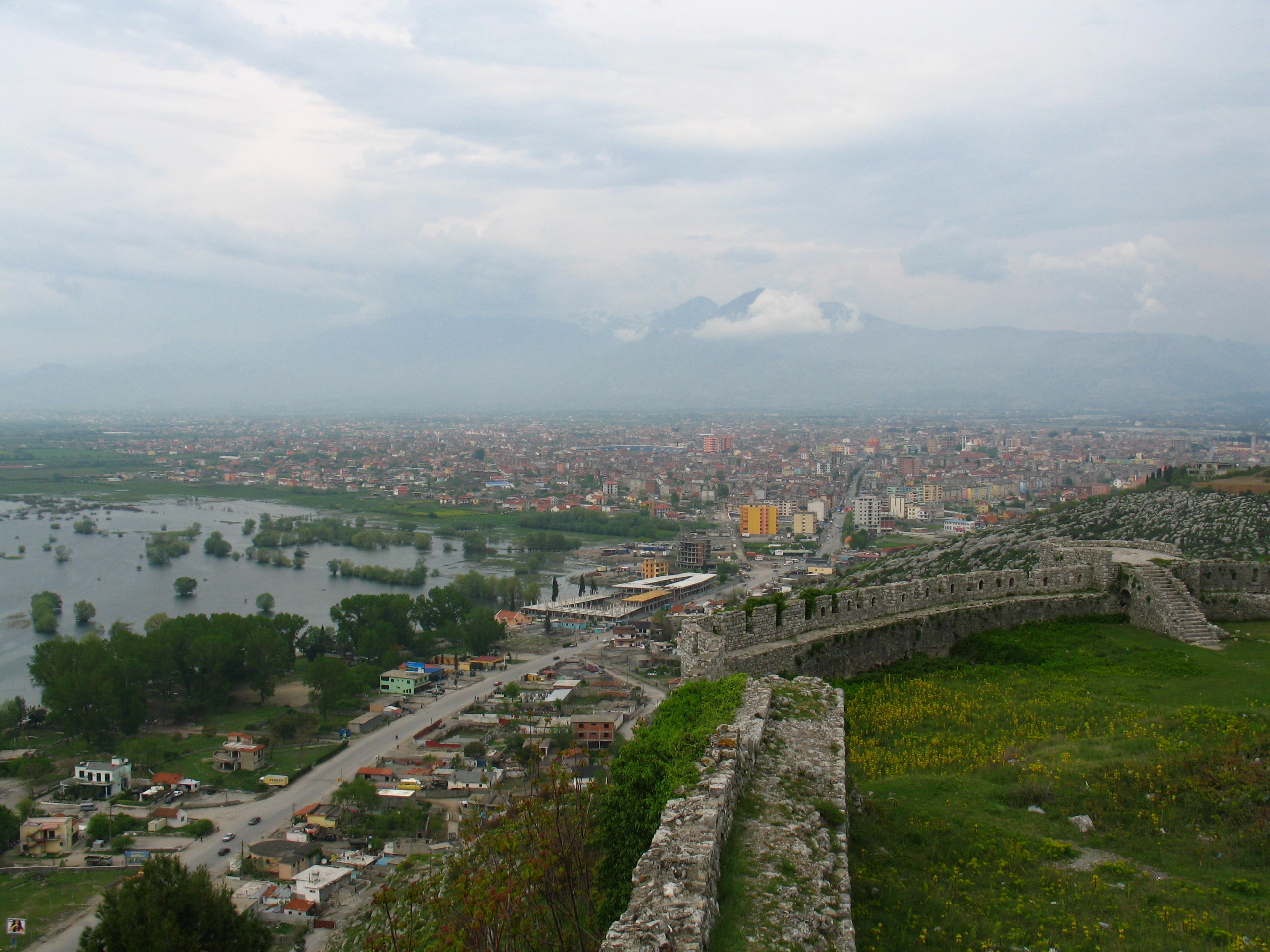
Panoramica della città dal castello

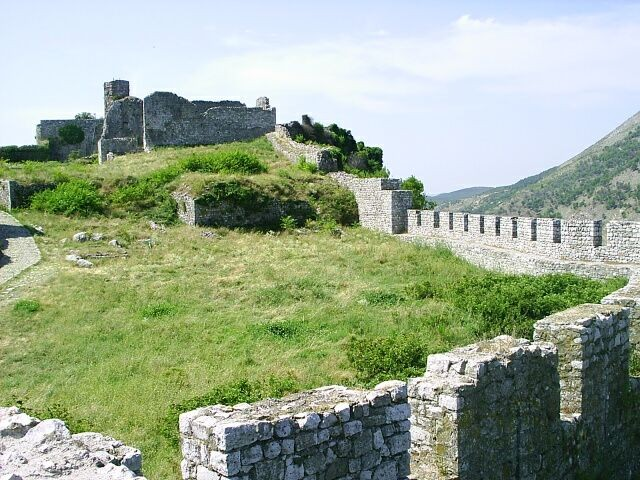
Castello Rosafa

Il castello di Scutari venne costruito su un'alta collina, ricoperta interamente di rocce difficili da scalare. Per la sua posizione strategica fu per secoli un inattaccabile bastione. La storia del castello si trova a metà, tra mito e leggenda, senza nascondere una verità storica. Si racconta di come il castello sarebbe ripetutamente crollato e secondo un oracolo, per evitare altri cedimenti, era necessario un sacrificio umano. con l'inganno fu sacrificata Rosafa, moglie di uno dei costruttori del castello, la quale fu murata viva, ma in maniera da lasciare liberà metà del corpo per permetterle di allattare, cullare, abbracciare ed ammirare regolarmente il figlioletto. Si sa con certezza che Scutari fu capitale del popolo degli Illiri, e negli scavi si trovano interessanti ritrovamenti dell'epoca. Questo dimostra che già al tempo degli Illiri il castello era utilizzato per proteggere la popolazione locale. Infatti le popolazioni che abitavano Scutari già nel 230 a.C., in caso di pericolo di un assedio o causa di tremende alluvioni, si rifugiavano sulla collina di rocce, che poi prese il nome di Kalaja e Shkodres.

### Cattedrale di Scutari

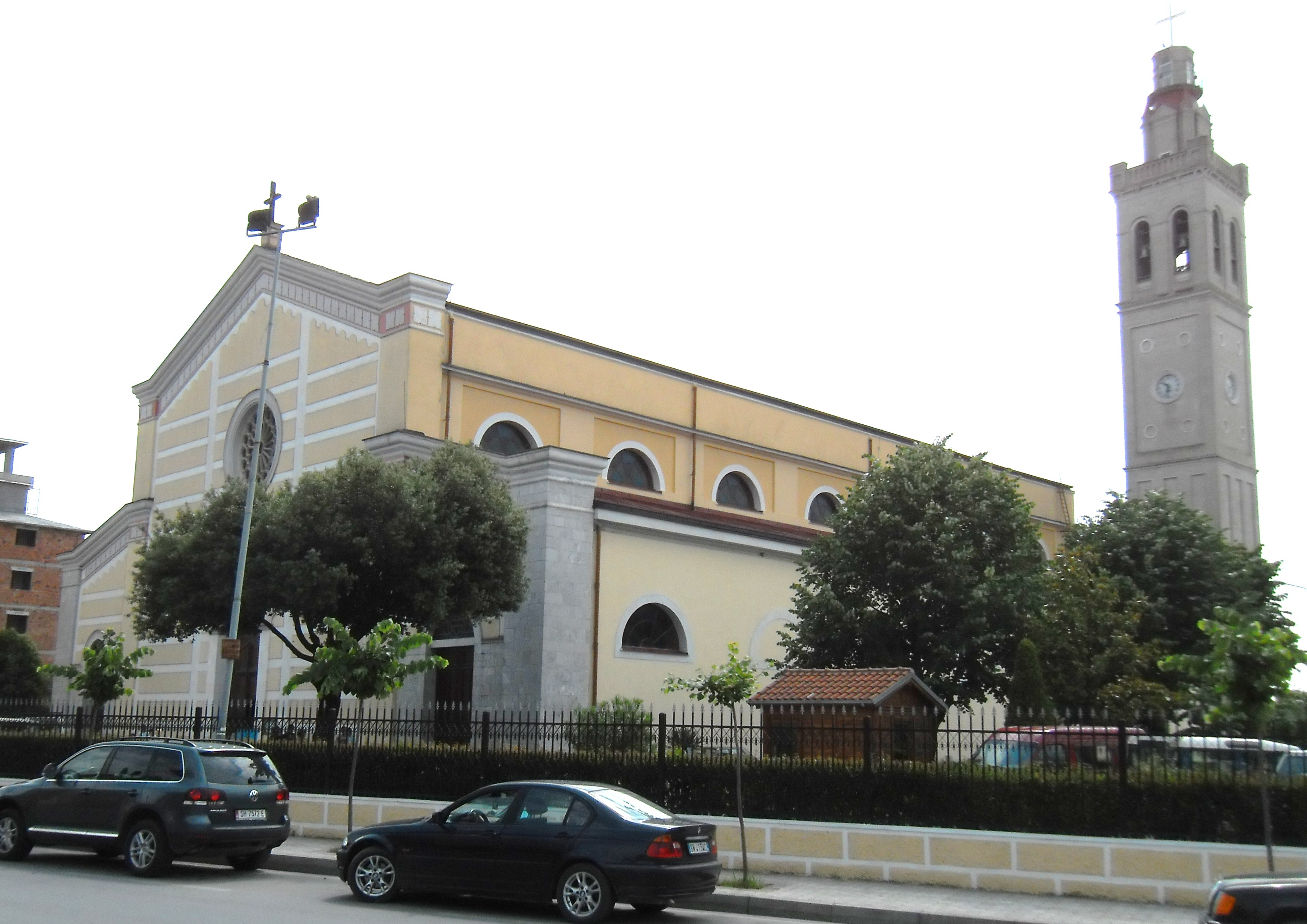
Cattedrale di Santo Stefano

Uno degli edifici storici più importanti dei quartieri cattolici è la cattedrale della città, dedicata a Santo Stefano protomartire, chiamata "Kisha e Madhe" ovvero "Chiesa Grande" e visitata nel 1993 da papa Giovanni Paolo II. La cattedrale è la chiesa principale dell'arcidiocesi di Scutari-Pult.

### L'orologio Inglese
È l'unico edificio di Scutari che ha l'aspetto di un castello medioevale.

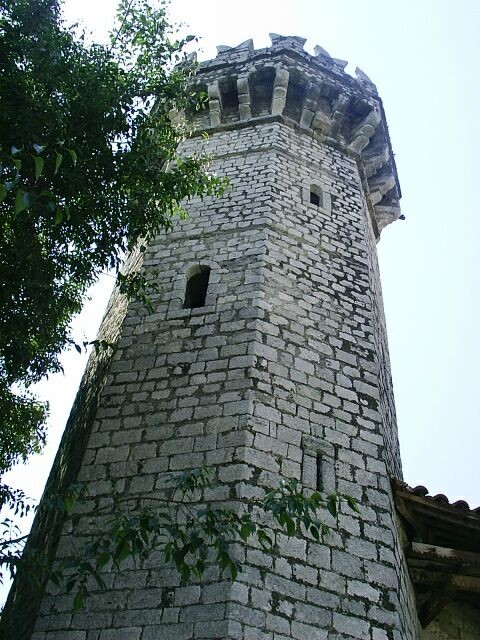
L'orologio inglese

La casa, insieme alla torre dell'orologio venne costruita con gli ingenti fondi del lord inglese Paget, recatosi in Albania per diffondere il protestantesimo. Trasferitosi a Scutari alla fine del XIX secolo, dopo notevoli avventure per il possesso di fabbricati e di quei terreni, volle costruire qualcosa in stile medievale, che richiamasse il passato dell'Albania, non molto coerente in realtà per l'epoca di costruzione. A ogni modo è un complesso unico. Prima dell'erezione della torre in quel luogo si trovava la casa dei Domnori.
Nonostante l'ambientazione medioevale albanese, l'orologio inglese, come viene comunque chiamato dalla popolazione, richiama l'attenzione dei turisti, e qualsiasi passante è disposto a raccontare la storia di questa costruzione che si richiama all'epoca del feudalesimo albanese.

### Altri edifici

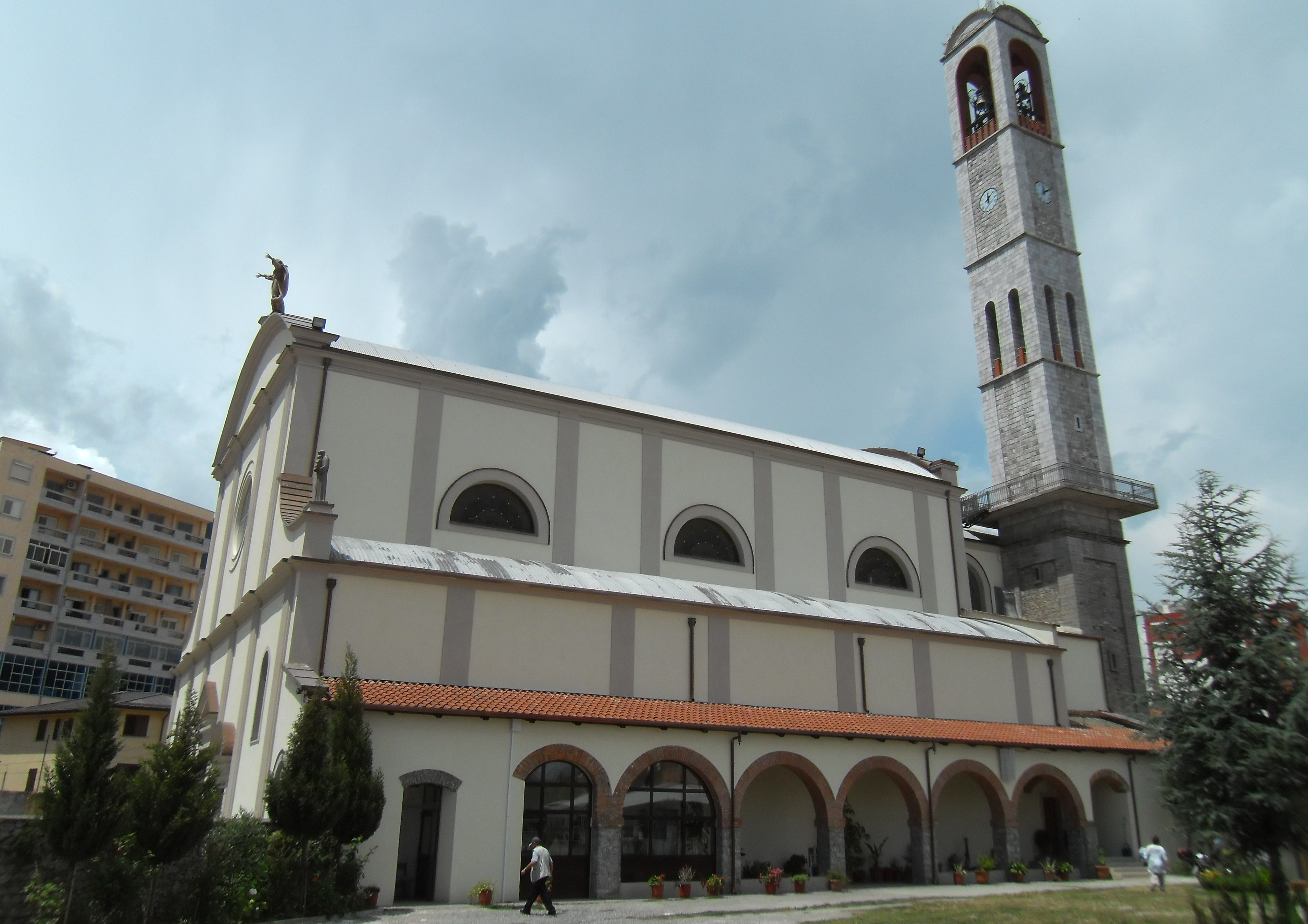
Chiesa di San Francesco

Edifici cristiani cattolici e ortodossi
- Chiesa di San Francesco o dei Frati Francescani (Kisha Françeskane)
- Santuario della Madre del Buon Consiglio (Kisha e Zoja e Këshillit të Mirë), patrona d'Albania
- Chiesa di San Nicola (Kisha e Shën Nikolle)
- Cattedrale ortodossa della Natività di Gesù

Edifici musulmani
- Moschea di Piombo (Xhamia e Plumbit) del 1773
- Moschea Ebu Beker (Xhamia Ebu Beker)
- Moschea Parrucë (Xhamia e Parrucës)
- Moschea Tophanës
- Moschea di Kiras
- Moschea della Madrasa

Edifici civili
- Ponte di Mes (Ura e Mesit) del 1780
- Teatro Migjeni
- Museo Marubi

## Cultura

### Istruzione

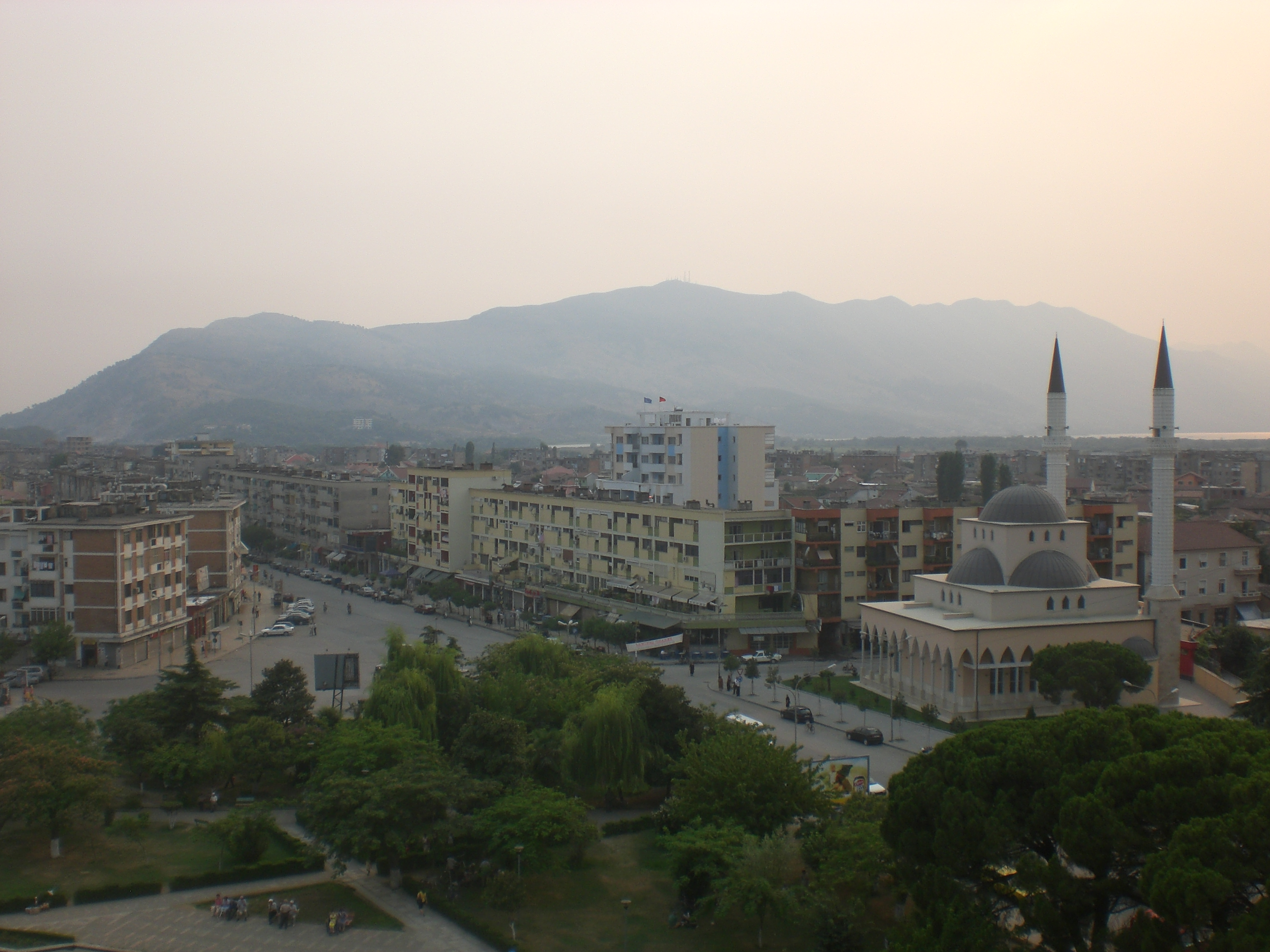
Panorama di Scutari

Secondo lo storico E. Jacques, la prima scuola fu fondata nel 1698 dalle missioni di papa Clemente XI. La stampa a caratteri mobili fu introdotta nella città solo 38 anni dopo l'invenzione di Johann Gutenberg. Nel 1858 ne abbiamo la prima foto, eseguita dal piacentino Pietro Marubi Nel 1877 fu fondato il Collegio Saveriano, all'inizio come scuola mercantile e poi come liceo classico. Un anno dopo, nel 1878 l'Ordine delle Sorelle Stigmatine aprì la prima scuola femminile francescana. Scutari è sede della prima scuola media superiore statale d'Albania (gjimnazi shtetëror), ora chiamata gjimnazi 28 Nentori. Nella città è presente l'Università Luigj Gurakuqi ed è nata la prima opera albanese, il teatro Migjeni e il primo cinema. In città venne costruito nel 1888 il primo osservatorio astronomico.

### Arte

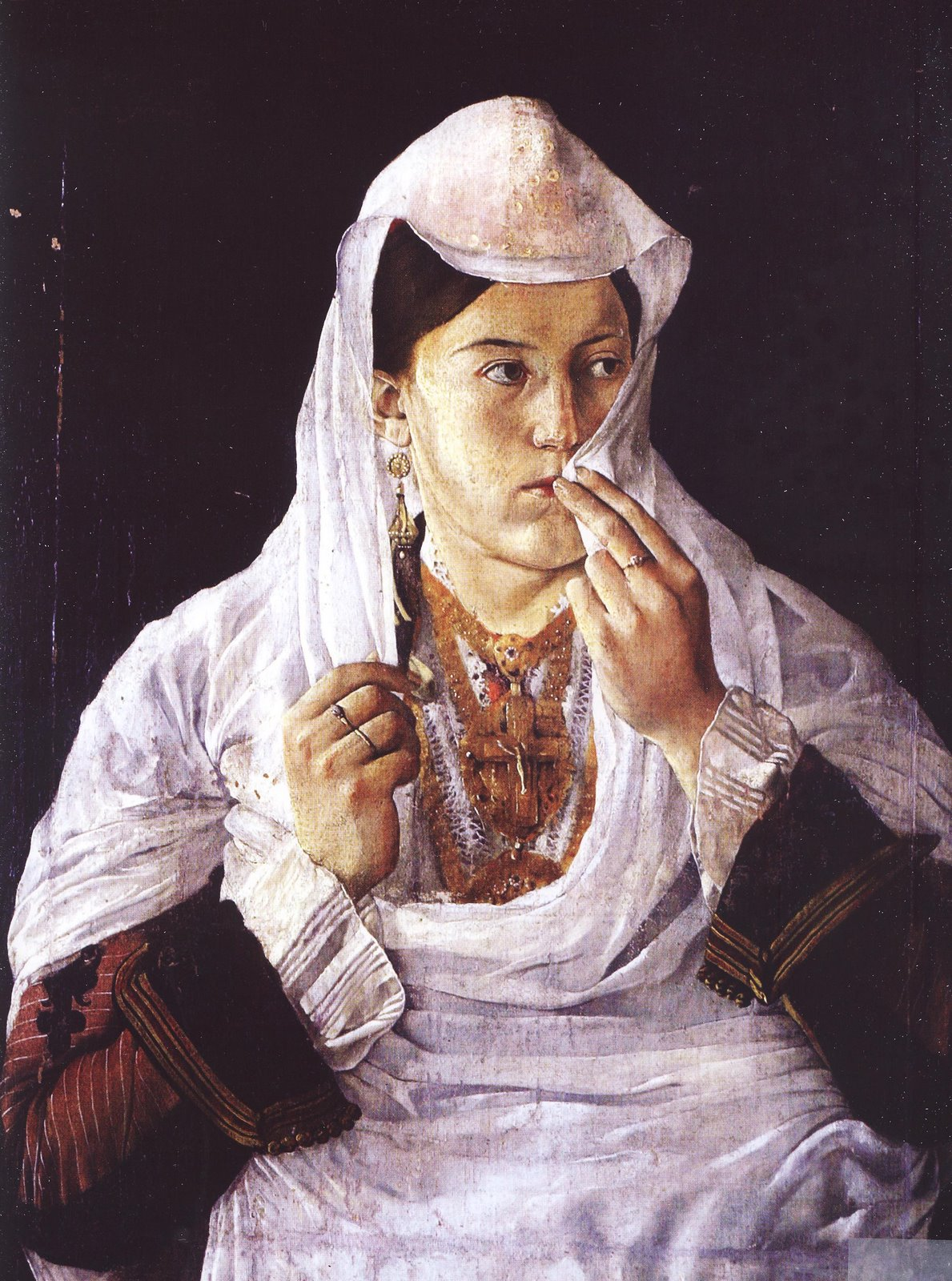
Dipinto "Motra Tone" di Idromeno, raffigurante una tipica donna di Scutari

A Scutari nacque e morì Kolë Idromeno, precursore del realismo e della pittura paesaggistica albanese, e progettista di alcuni dei più famosi edifici della città.
Idromeno fu tra i primi a organizzare a Scutari e in Albania spettacoli cinematografici grazie ai rapporti che aveva con i fratelli Lumière, e a portare l'arte fotografica, dopo Pietro Manubi.

## Geografia antropica

### Suddivisioni storiche
La città è suddivisa in diversi quartieri fra i quali gli importanti, Parrucë e Skenderbeg; quest'ultimo è il più importante quartiere di religione cattolica ed anche uno dei più grandi della città. In esso troviamo il cimitero cattolico "Varrezat e Rrmajit" negli ultimi anni recuperato dal degrado, conserva diverse tombe monumentali. I quartieri più antichi della città nuova dopo l'alluvione sono: Gjuhadol, Perash, Zdrale, Dugajt e Reja, Dudas, Ajasëm. Successivamente sono nati i quartieri di Parrucë, Xhabije, Baçja e Çakejve, Rus e Kiras.

## Infrastrutture e trasporti
La SH1 conduce al confine albanese-montenegrino tramite il valico di frontiera Han i Hotit. Il tratto stradale tra Hani i Hotit (confine montenegrino) e Scutari è stato completato nel 2013 come standard a carreggiata unica.
La SH5 è l'autostrada da Scutari a Morinë, confine con il Kosovo.

## Amministrazione

### Gemellaggi
Scutari è gemellata con:
- Prizren
- Skopje
- Cettigne
- Dulcigno

## Sport
La città vanta un club calcistico nella prima divisione albanese, la Kategoria Superiore, il Klubi Sportiv Vllaznia.

## Galleria d'immagini

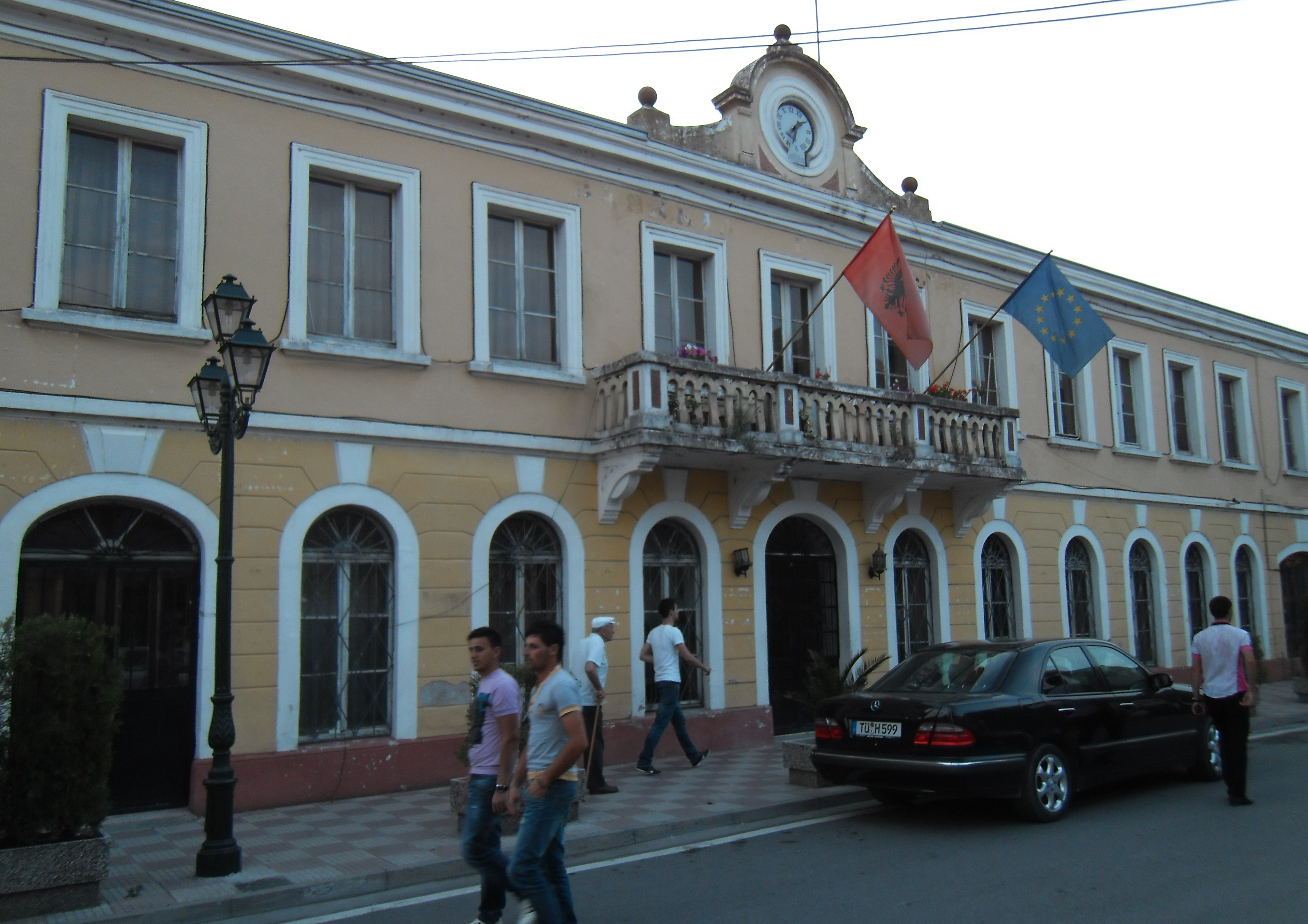
Il municipio di Scutari
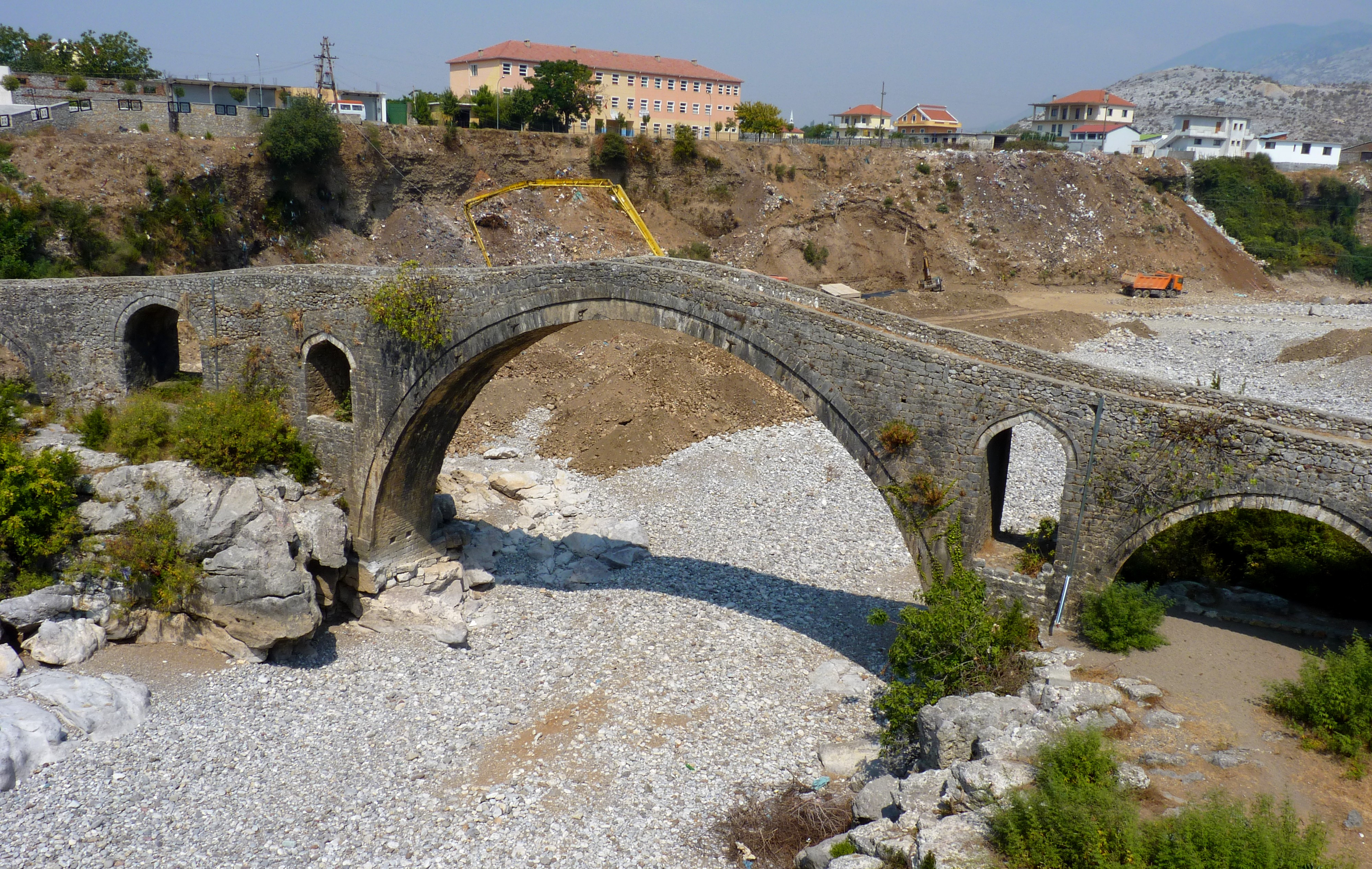
Il ponte di Mes
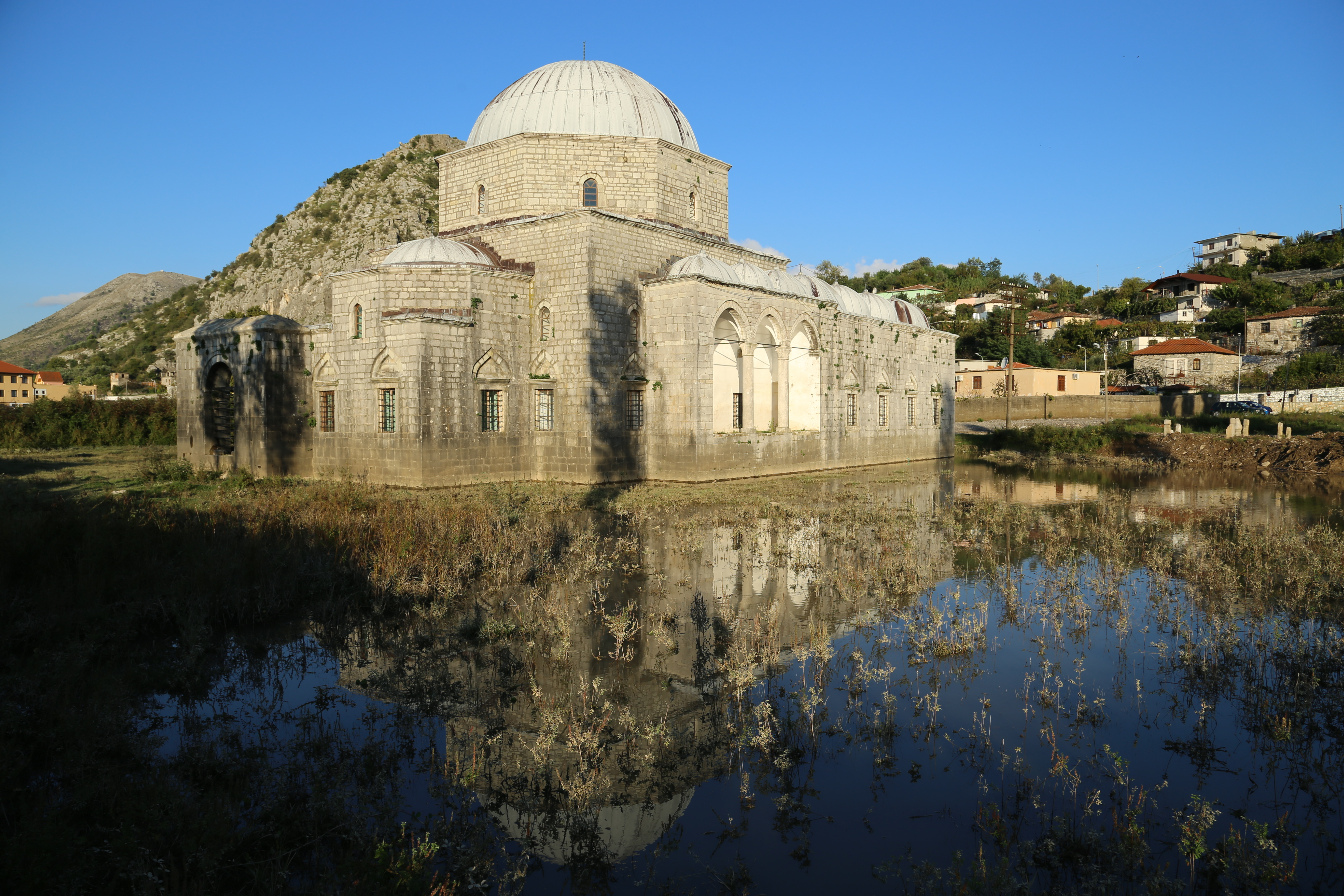
Moschea di Piombo
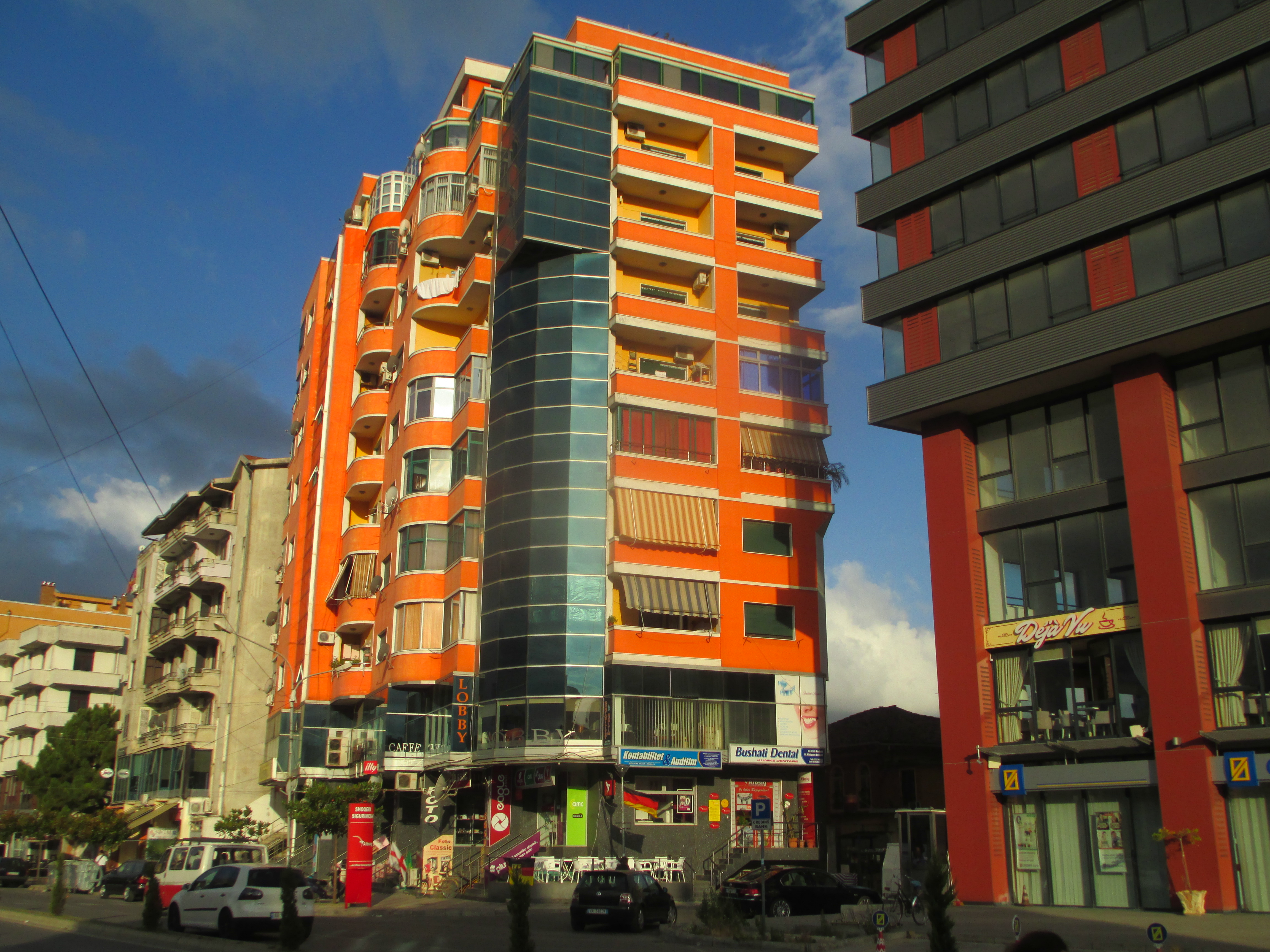
Palazzi a Scutari
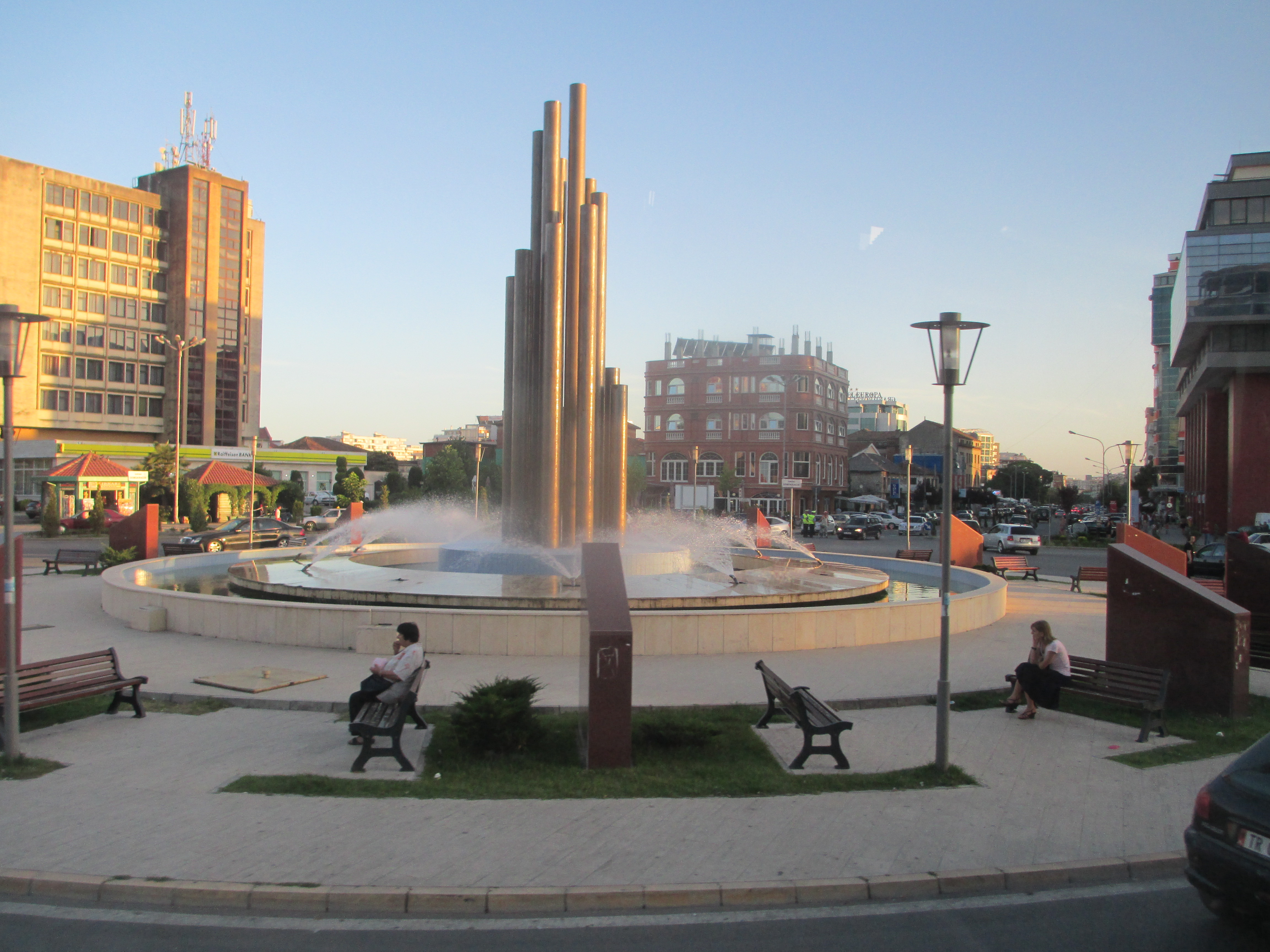
Piazza Democrazia
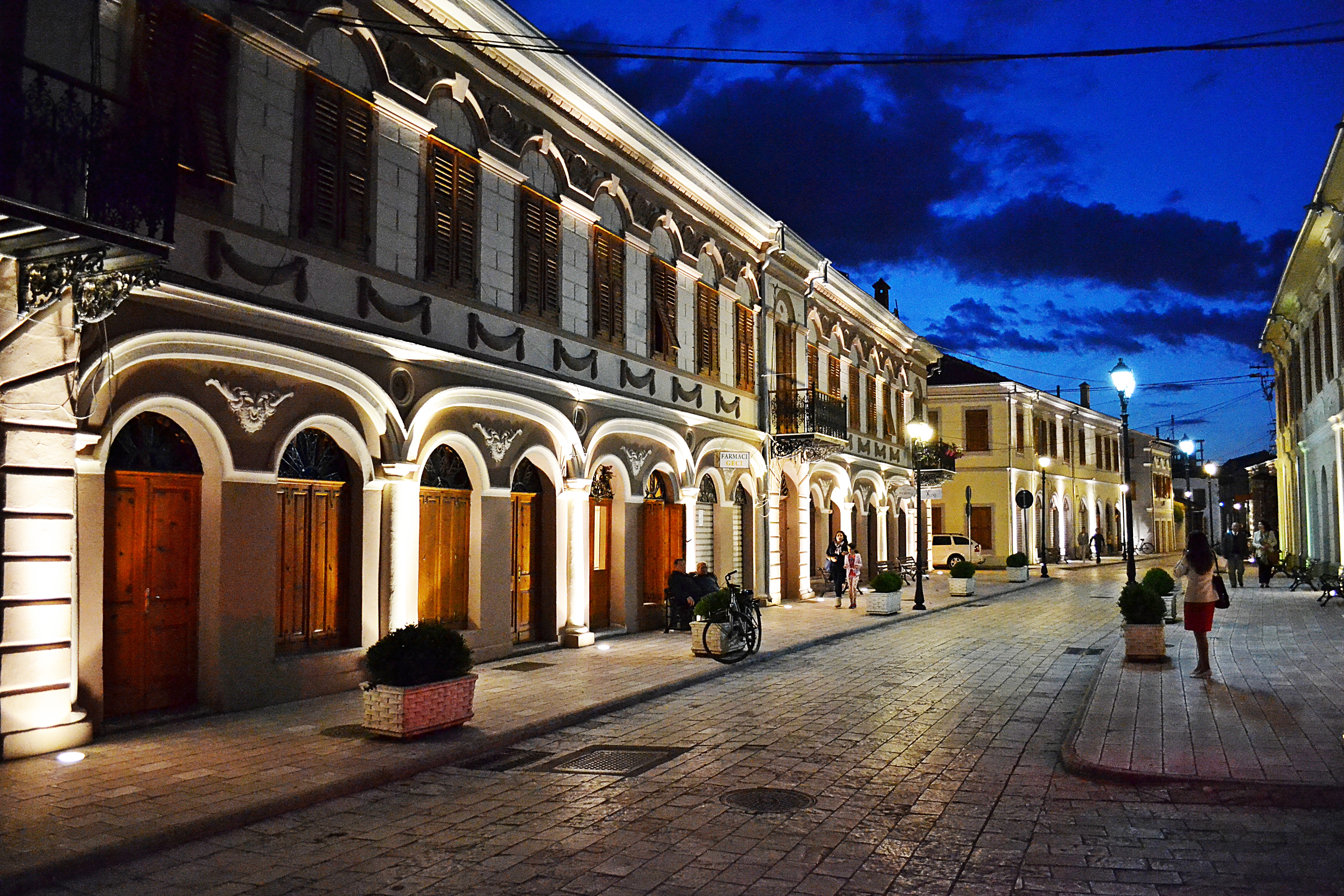
Rruga e Gjuhadolit
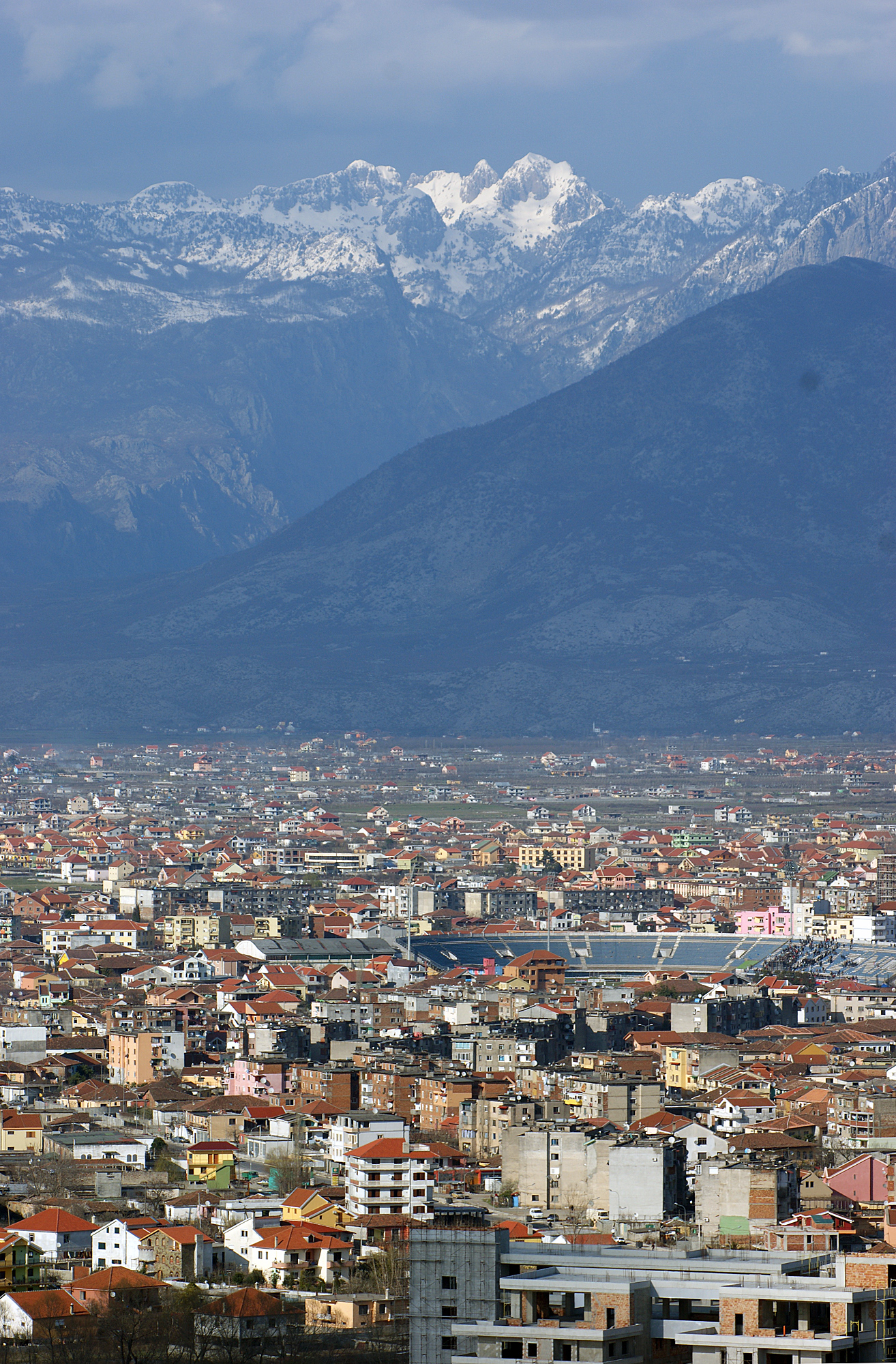
La città e le Alpi Albanesi dal castello
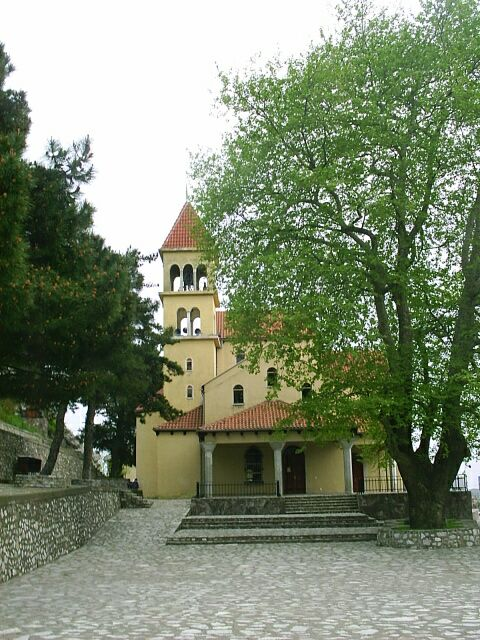
Santuario della Madre del Buon Consiglio
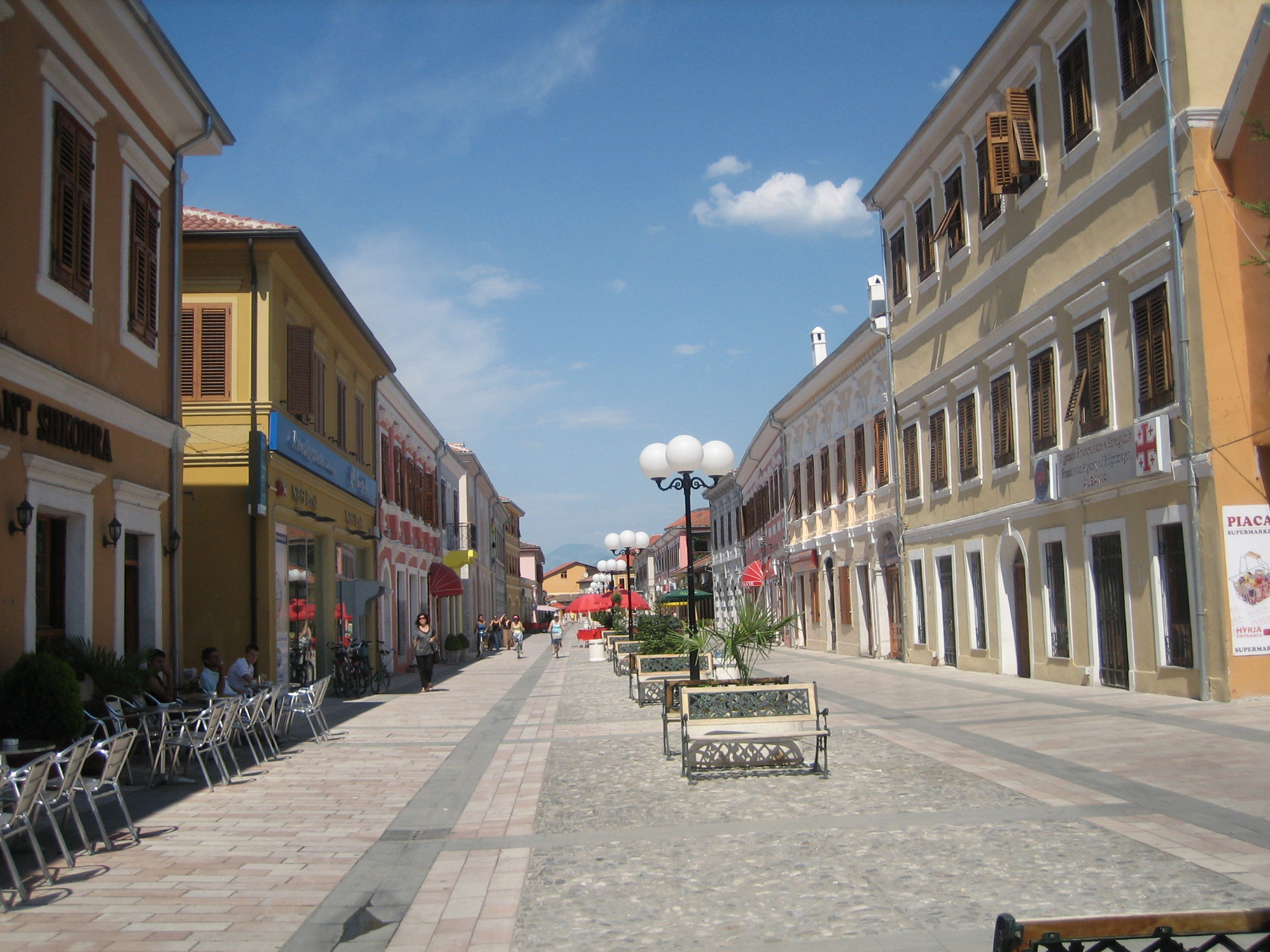
Rruga Kole Idromeno
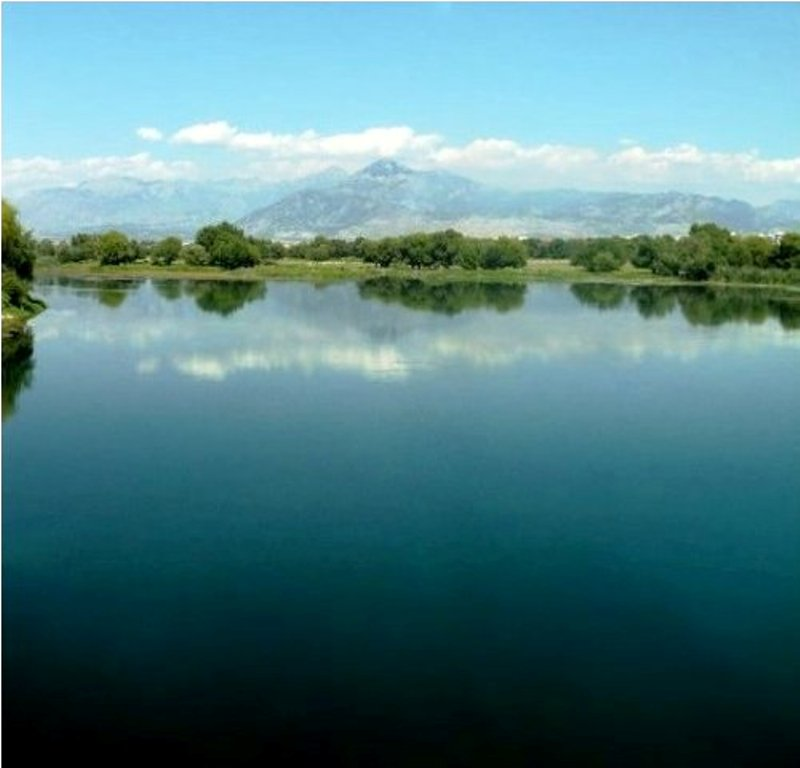
Il fiume Buna